# Kapatadzesjön
Kapatadzesjön (georgiska: კაპატაძის ტბა), eller Kopatadzesjön (კოპატაძის ტბა), är en saltsjö i Georgien. Den ligger på Iorihöglandet i den östra delen av landet, i regionen Kachetien. Arean är 0,24 kvadratkilometer.